# Tobias Bong
Pour les articles homonymes, voir Bong.
 (février 2024).
Tobias Bong, né le 23 mars 1988 à Cologne, est un kayakiste allemand pratiquant la descente.

## Palmarès

### Championnats du monde
- 2008 à Valsesia,  Italie
  -  Médaille d'argent en K1 par équipe, Course classique

- 2010 à Augsbourg,  Allemagne
  -  Médaille d'argent en K1 par équipe, Course classique

- 2011 à Bratislava,  Slovaquie
  -  Médaille de bronze en K1 par équipe, Course Sprint

- 2012 à Mâcot-la-Plagne,  France
  -  Médaille d'or en K1, Course classique
  -  Médaille d'argent en K1, Course Sprint
  -  Médaille de bronze en K1 par équipe, Course classique

### Championnats d'Europe
- 2009 à Sondrio,  Italie
  -  Médaille d'argent en K1 par équipe, Course classique
  -  Médaille de bronze en K1 par équipe, Course sprint
- 2011 à Kraljevo,  Serbie
  -  Médaille d'argent en K1, Course classique
  -  Médaille de bronze en K1 par équipe, Course classique